# Hafenmarktbrunnen

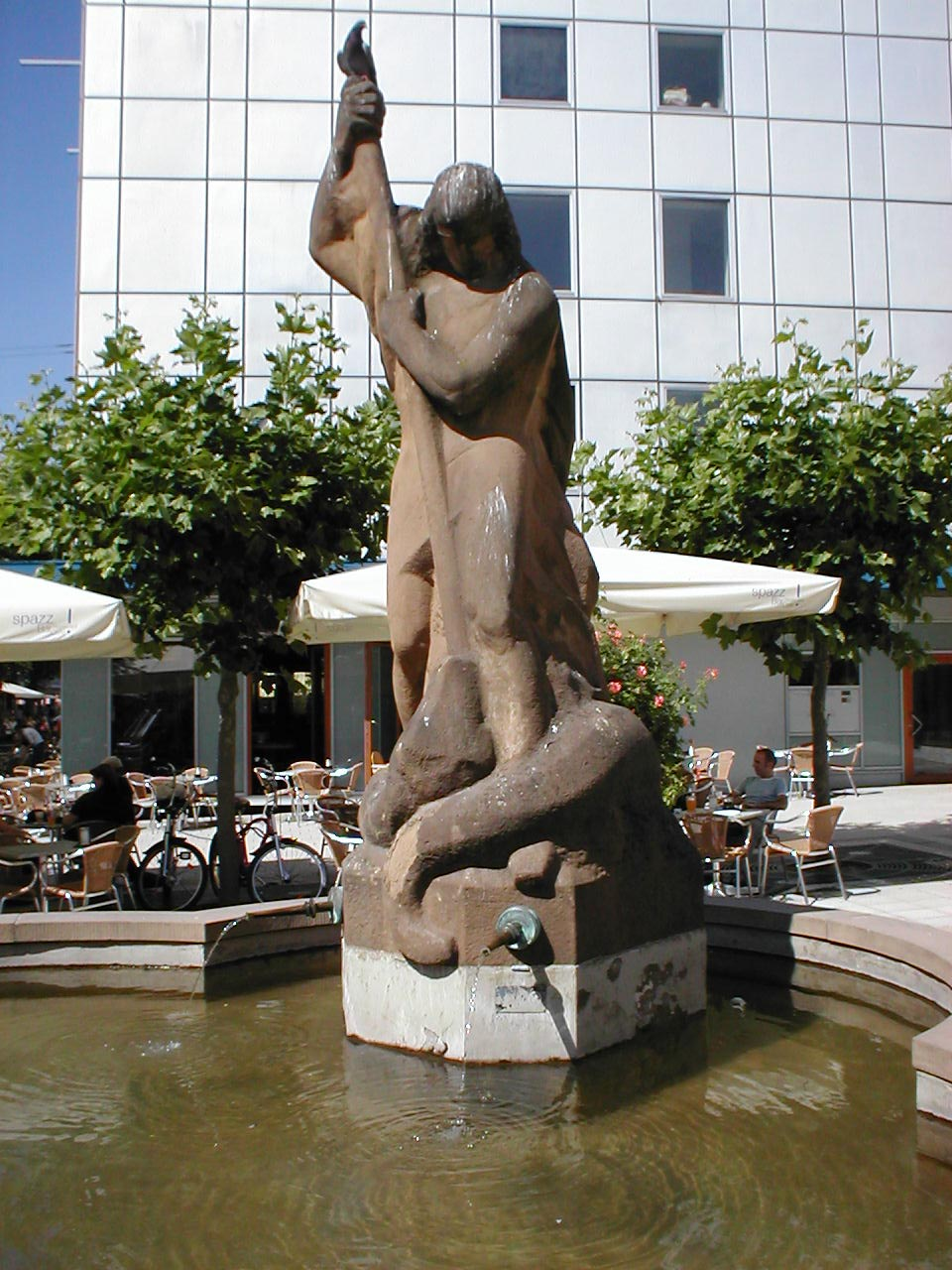
Hafenmarktbrunnen in Heilbronn

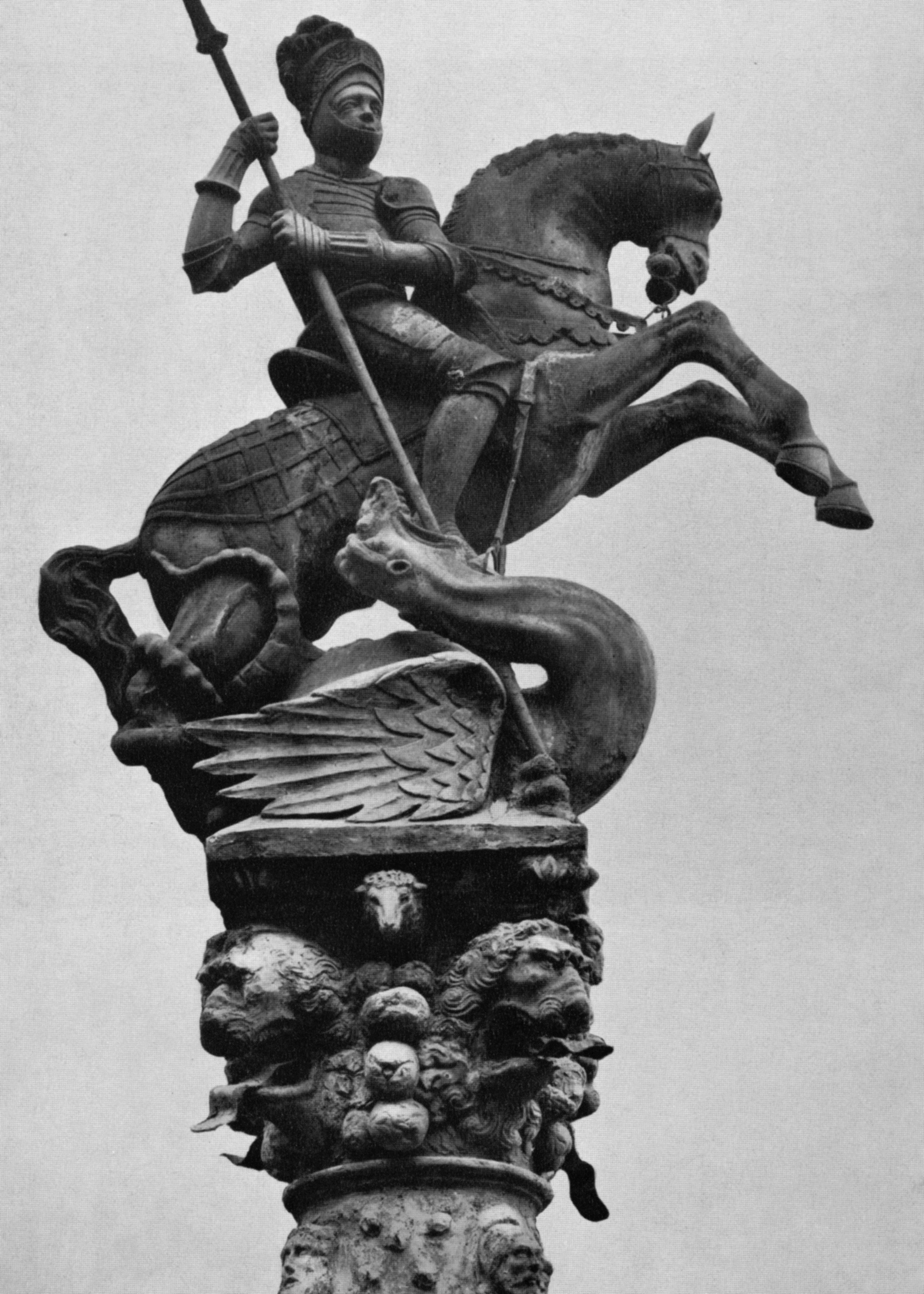
Die Georgsfigur des Brunnens vor der Zerstörung im Zweiten Weltkrieg, Foto von 1870

Der Hafenmarktbrunnen (auch Georgsbrunnen) ist ein denkmalgeschützter Brunnen am Hafenmarkt in Heilbronn. Der Brunnen geht auf das späte 16. Jahrhundert zurück. Nachdem der historische Brunnen bei den Luftangriffen auf Heilbronn 1944 zerstört wurde, befindet sich an seiner Stelle seit 1955 ein von Ernst Yelin gestalteter Brunnen.

## Geschichte
Der Heilbronner Hafenmarkt entstand 1593 an der Stelle eines alten Friedhofs, der zuvor abgetragen und überpflastert wurde. Dies geschah etwa zu der Zeit, als man mit dem Bau der Teuchelleitung vom Cäcilienbrunnen in die Heilbronner Innenstadt bei der Wasserversorgung der Stadt in größerem Maße von Pumpbrunnen abgehen konnte. Der Brunnen bezog dann vom Cäcilienbrunnen sein Wasser. Der achteckige Brunnenkasten bestand aus Heilbronner Sandstein, das Wasser ergoss sich aus acht Röhren und vier Wasserspeiern in den Brunnenkasten. Auf der Brunnensäule stand eine Sandsteinfigur des Heiligen Georg auf seinem Pferd im Kampf mit dem Drachen, die 1591 von Jakob Müller ursprünglich für den Fleinertorbrunnen geschaffen worden war. Steinmetz Müller, der in Heilbronn insgesamt fünf Brunnen oder Brunnenstöcke geschaffen hat, erhielt für dieses Werk 45 Gulden und einen Malter Frucht. Nachdem man die neue Georgsfigur jedoch auf die Brunnensäule des Hafenmarktbrunnens gesetzt hatte, verblieb auf dem Fleinertorbrunnen eine ältere Figur zum selben Motiv, bis Müller 1601 auch für diesen eine neue Figur schuf.
Direkt am Hafenmarkt lag die Roßmühle, in der man seit 1559 mit Pferdekraft Wasser schöpfte. Diese Mühle ging nach Errichtung des Brunnens ein, an ihrer Stelle wurde später das Kraichgauarchiv errichtet.
1732 musste der alte Kasten des Brunnens wegen Undichtigkeit erneuert werden. Ab 1811 legte man die Leitung vom Cäcilienbrunnen still und speiste ihn danach vom Pfühlbrunnen her. In den 1860er Jahren wurde der Brunnen renoviert und dann erneut im Jahre 1895, wobei man die Brunnensäule aus Sandstein gegen eine aus witterungsbeständigerem Granit austauschte und die alte Brunnenfigur sowie die Verzierungen des Säulenkopfs durch galvanoplastische Nachbildungen aus Bronze ersetzte.
Der mehrhundertjährige Brunnen wurde am 4. Dezember 1944 beim Luftangriff auf Heilbronn zerstört. Dem Lehrer Wilhelm Rieth gelang zwar noch die Freilegung der Georgsfigur aus den Trümmern, doch wurde sie gestohlen, bevor er sie abtransportieren konnte. Die Überreste des Brunnens beseitigte man 1953. Der Stuttgarter Bildhauer Ernst Yelin schuf 1955 den Nachfolger, der am alten Platz wiederum Georg im Kampf mit dem Drachen zeigt, nunmehr aber in der schlichten Formensprache der 1950er Jahre unberitten. Der neue Brunnenkasten hat eine dreigliedrige Rosette als Grundriss.

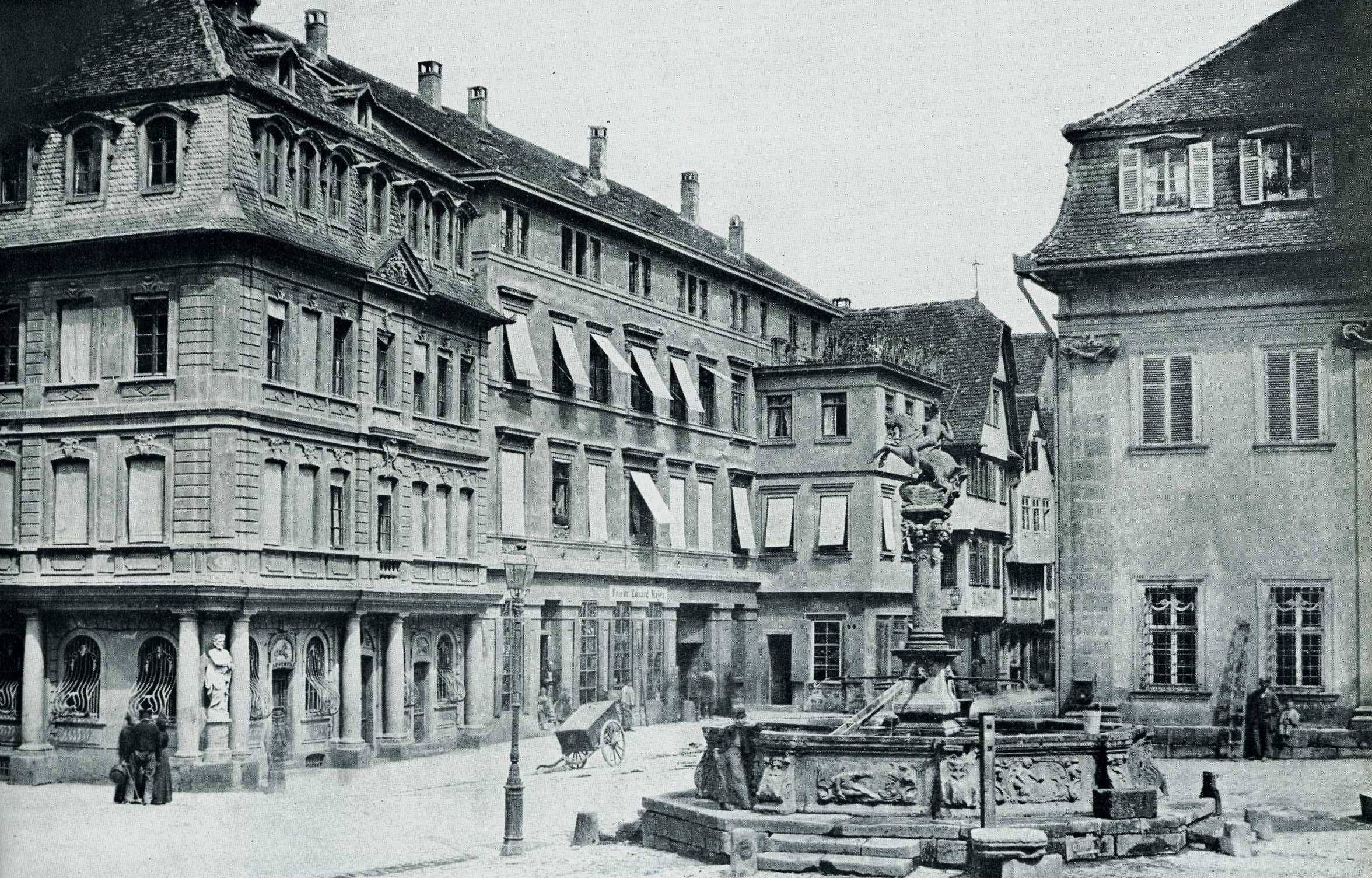
Der Hafenmarktbrunnen 1868
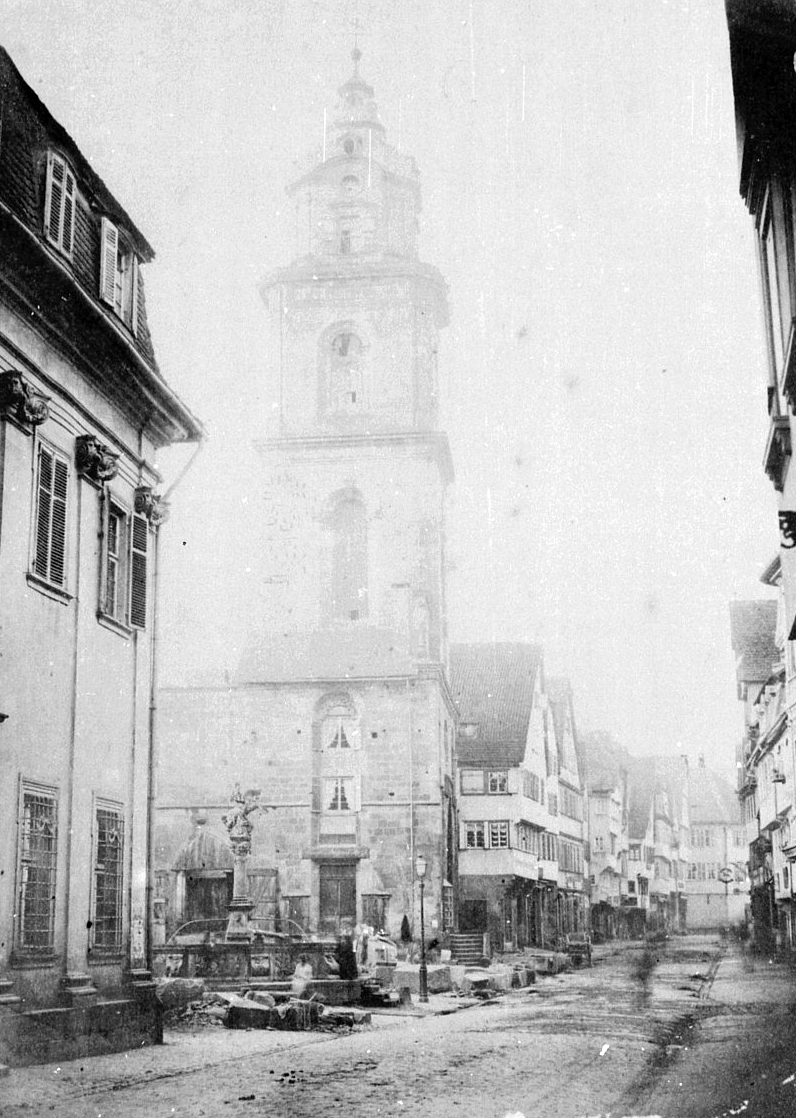
Hafenmarkt mit Brunnen und Hafenmarktturm vor 1900
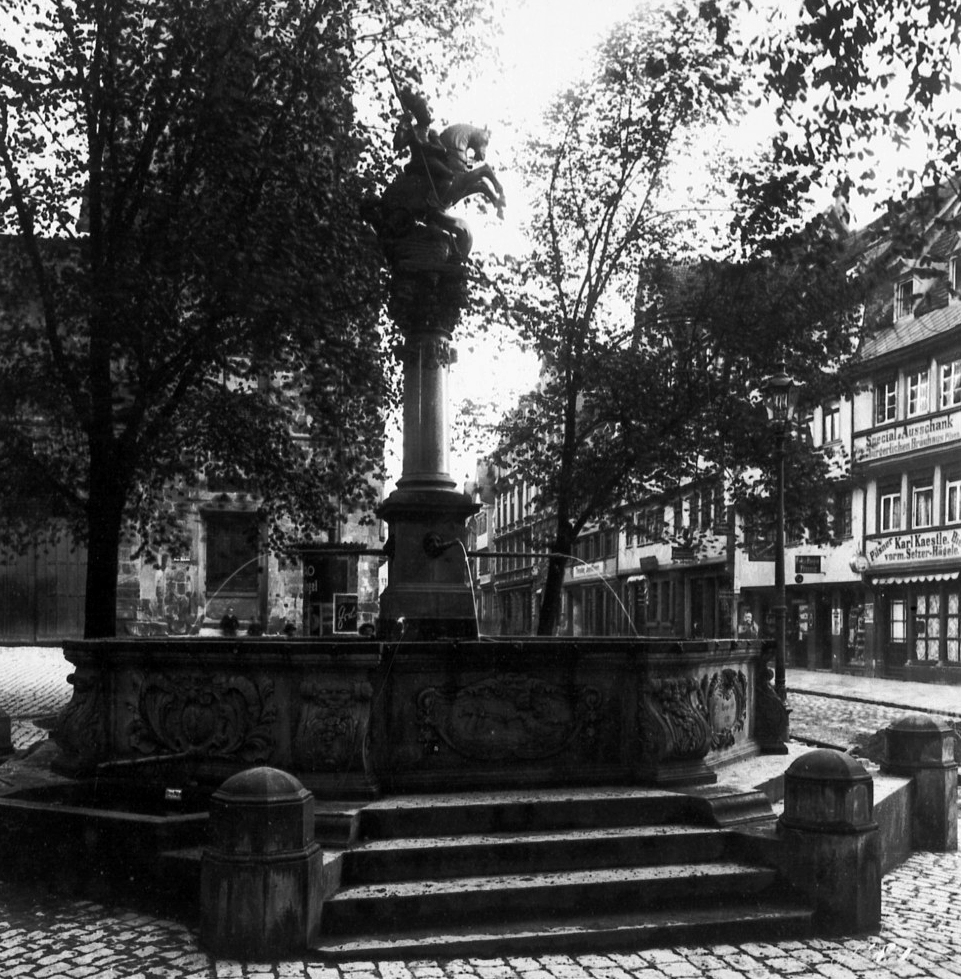
Hafenmarktbrunnen um 1900
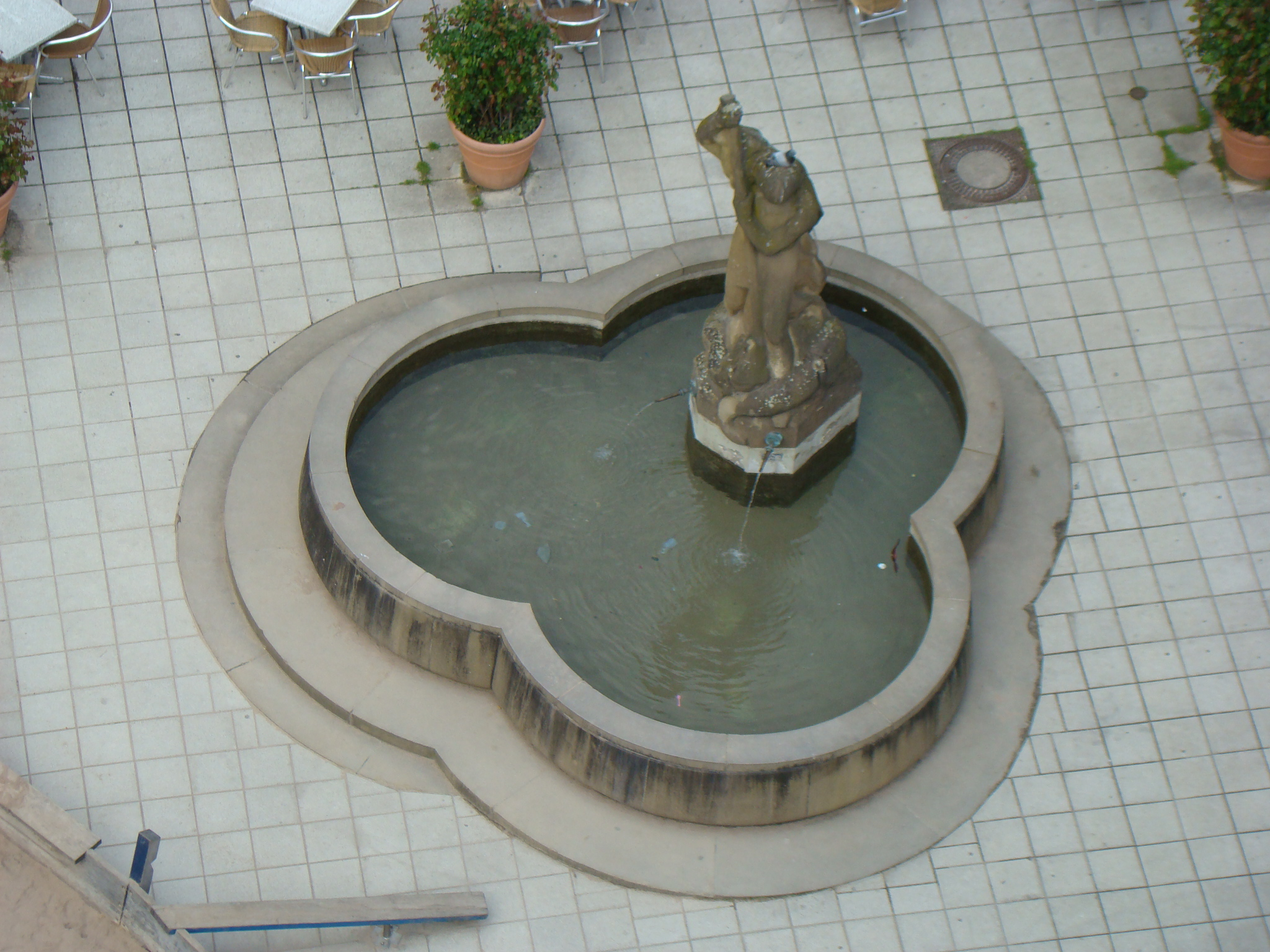
Der heutige Hafenmarktbrunnen von oben